# Norbert Bischoff (Liedermacher)
Norbert Bischoff (* 22. Dezember 1959 in Meyenburg; † 9. November 1993 in Berlin) war ein deutscher Liedermacher.

## Leben
Bischoff wirkte bei der Songgruppe Leipzig und zog 1976 
nach Berlin.
Seit 1983 trat er mit eigenen Liederprogrammen auf. Er zählte zu den ersten Musikern in der DDR, die offen homosexuelle Themen ansprachen. 1984 trat er mit dem Lied Fürwahr ein Ort, um glücklich sein über den Umgang in Szenekneipen und dem Programm Entschuldigen Sie, der Schwule bin ich auf. Ende 1984 versuchte das Ministerium für Staatssicherheit, ihn mit einer vorgetäuschten Geschichte als Informellen Mitarbeiter zu gewinnen. Bischoff brach die Zusammenarbeit nach kurzer Zeit ab.
1985 erhielt er bei den Chansontagen der DDR in Frankfurt (Oder) den Preis des Generaldirektors beim Komitee für Unterhaltungskunst für sein Programm Entschuldigen Sie, der Schwule bin ich und war seit diesem Jahr als freischaffender Sänger tätig. Mit Maike Maja Nowak trat er 1987 mit dem Programm  No Mai(s) lieber April auf. Einige Lieder von ihm wurden beim Rundfunk der DDR aufgenommen, Sein Lied Er sagt, er meint es ernst über einen DDR-Neonazi durfte nicht gespielt werden, begründet wurde dies mit „Wir wollen dem Gegner, dem Klassenfeind, doch nicht unsere Schwächen zeigen.“
1986 und 1990 war er Mitwirkender beim Festival des politischen Liedes in Berlin. 
Im September 1989 zählte er zu den Unterzeichnern der Resolution von Rockmusikern und Liedermachern für einen Wandel in der DDR.
Anfang der 1990er Jahre trat er mit seiner Band als Norbert Bischoff & Gesellschaft auf. Zur Band gehörten Tina Tandler, Lexa Thomas  (beide zuvor bei Kerschowski),  Bert Wrede, Norbert Grandl (früher bei Der Expander des Fortschritts) und Juwe Andrees. 1991 erschien beim Label Zongs der Deutsche Schallplatten GmbH die erste eigene LP Zwischen Bett & Barrikade. 
Am 9. November 1993 nahm sich Bischoff, frustriert über die Entwicklung im wiedervereinigten Deutschland, das Leben.  Er hinterließ den Satz Das rechte Datum, zu verschwinden, für einen Deutschen.
Postum erschien 1994 die CD: Ich will nicht länger warten – letzte Lieder von Norbert Bischoff.

## Diskografie
- 1991: Zwischen Bett & Barrikade, Zongs
- 1994: Ich will nicht länger warten,  Verlagshaus Peter Gotthardt
- diverse Veröffentlichungen auf Samplern